# Estación de Zollikofen
La estación de Zollikofen es una estación ferroviaria de la comuna suiza de Zollikofen, en el Cantón de Berna.

## Historia y situación
La estación de Zollikofen fue inaugurada en el año 1857 al inaugurarse el tramo Berna - Herzogenbuchsee por parte del Schweizerischen Centralbahn (SCB) de la línea Berna - Olten. En 1864 se puso en servicio el tramo Zollikofen - Biel/Bienne de la línea Berna - Biel/Bienne por parte del Bernische Staatsbahn. Bernische Staatsbahn pasaría a ser integrada en 1887 en Jura-Bern-Luzern-Bahn (JBL), fusionándose esta compañía en 1890 con la Compagnie de la Suisse Occidentale et du Simplon (SOS). La nueva compañía sería Jura-Simplon-Bahn (JS), que en 1902 pasaría a ser absorbida al igual que SCB por los SBB-CFF-FFS. En 1916 se abrió el tramo Soleura - Zollikofen de la línea de vía métrica Soleura – Worblaufen por parte de Elektrischen Schmalspurbahn Solothurn-Bern (ESB) que se fusionó con Bern-Zollikofen-Bahn (BZB) en 1922 para formar Solothurn-Zollikofen-Bern-Bahn (SZB). En 1924 se puso en servicio el tramo hasta Worblaufen. En 1984 SZB se fusionó con otras compañías y se creó Regionalverkehr Bern-Solothurn (RBS).
Se encuentra ubicada en el noreste del núcleo urbano de Zollikofen. Cuenta con tres andenes, dos centrales y uno lateral a los que acceden cinco vías pasantes, de las cuales tres son de ancho estándar y dos de ancho métrico, a las que hay que sumar otra vía pasante de ancho estándar y varias vías muertas de ancho estándar.
En términos ferroviarios, la estación se sitúa en las líneas Berna - Olten, Berna - Biel/Bienne de SBB-CFF-FFS y en la línea Soleura – Worblaufen de RBS. Sus dependencias ferroviarias colaterales son la estación de Berna Wankdorf hacia Berna, la estación de Münchenbuchsee en dirección Biel/Bienne, la estación de Schönbühl SBB en dirección Olten, la estación de Moosseedorf hacia Soleura y la estación de Oberzollikofen en dirección Worblaufen.

## Servicios ferroviarios
Los servicios ferroviarios de esta estación están prestados por BLS y por RBS:

### Regionales
- RE Soleura - Berna. Solo un servicio por las mañanas hacia Berna los días laborables.

### S-Bahn Berna
Desde la estación de Zollikofen se puede ir a Berna mediante la red S-Bahn Berna operada por BLS y por RBS:
- S 3 Biel/Bienne - Lyss - Münchenbuchsee - Zollikofen - Berna – Belp (– Thun)
- S 31 (Biel/Bienne - Lyss -) Münchenbuchsee - Zollikofen - Berna – Belp
- S 4 Langnau – Burgdorf – Zollikofen – Berna – Belp – Thun
- S 8 Berna – Worblaufen – Zollikofen – Jegenstorf (- Soleura)